# Polyrhachis rowlandi
Polyrhachis rowlandi é uma espécie de formiga do gênero Polyrhachis, pertencente à subfamília Formicinae.